# Turkanský chlapec

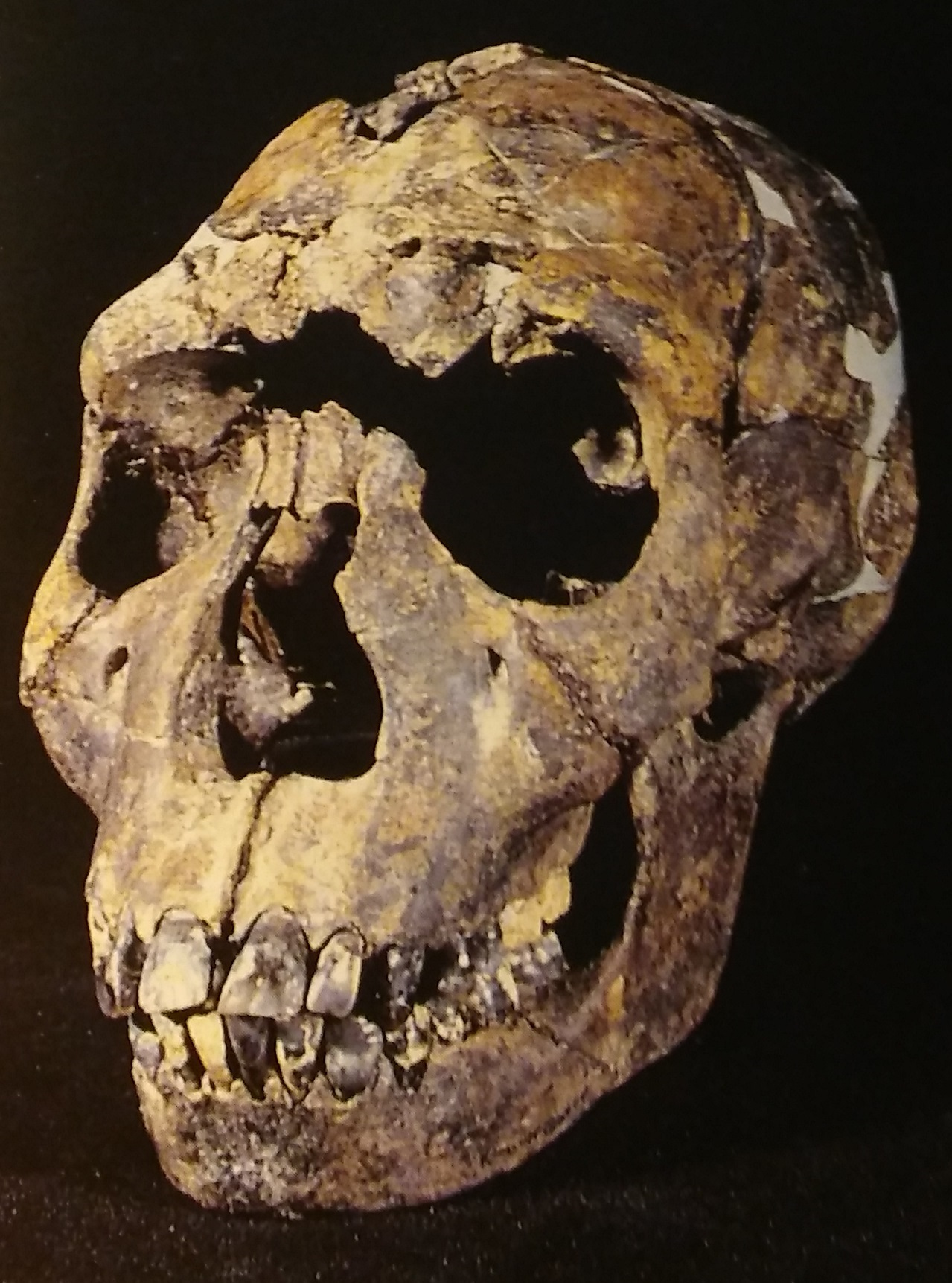
Lebka a spodní čelist turkanského chlapce

Turkanský chlapec je pojmenování pro zatím nejúplnější nalezenou kostru prehistorického člověka. Jde o mladého, asi devítiletého (na úrovni dnešního dvanáctiletého či třináctiletého) chlapce, který byl vykopaný z cca 1,5 miliónu let starých sedimentů u písečné řeky Nariokotome na západním břehu jezera Turkana v severní Keni, kde zemřel. Objevil jej v srpnu roku 1984 Kamoya Kimeu.

## Charakteristika objevu

### Identifikace a datování kostry
Ojedinělé obyvatelstvo africké krajiny zpočátku své mrtvé nepohřbívalo. Těla jedinců, kteří se nestali obětí predátorů, zmizela kvůli mrchožravým zvířatům nebo byla roznesena kopytníky a na zbývající kosti působilo klima a vegetace. Chlapcovo tělo se ale ponořilo do bahna tak rychle, že se dochovala kromě spodní části nohou a několika dalších úlomků úplná kostra.
Podle toho, jaké rysy jsou považovány za významné pro prokázání příbuznosti mezi fosiliemi
v rodokmenu lidstva, považují někteří vědci chlapce od jezera Turkana za tvora velmi podobného tvoru Homo erectus; jiní zastávají názor, že více připomíná africký druh Homo ergaster.
Turkanský chlapec žil v oblasti aktivních sopek, jejichž nánosy lze datovat. Podle polohy kostry mezi datovanými vrstvami sopečného popela bylo stáří kostry určeno na 1,51 až 1,56 miliónu let (dřívější odhady byly 1,55–1,65 miliónu let). Udává se tedy, že pomocí datovacích metod bylo stanoveno přibližné stáří nálezu na 1,53 miliónu let.

### Pohlaví
Nejvhodnějším místem lidského těla pro identifikaci pohlaví je na kostře dospělého jedince pletenec pánevní (u žen se přizpůsobil tak, aby usnadňoval porod – například velký zářez kosti sedací, nacházející se na spodním okraji kosti kyčelní, je širší). Úzký velký zářez kosti sedací u chlapce
od jezera Turkana jasně naznačuje, že se jednalo o mužského jedince. To potvrzuje i jeho vyšší postava a celková robustnost.

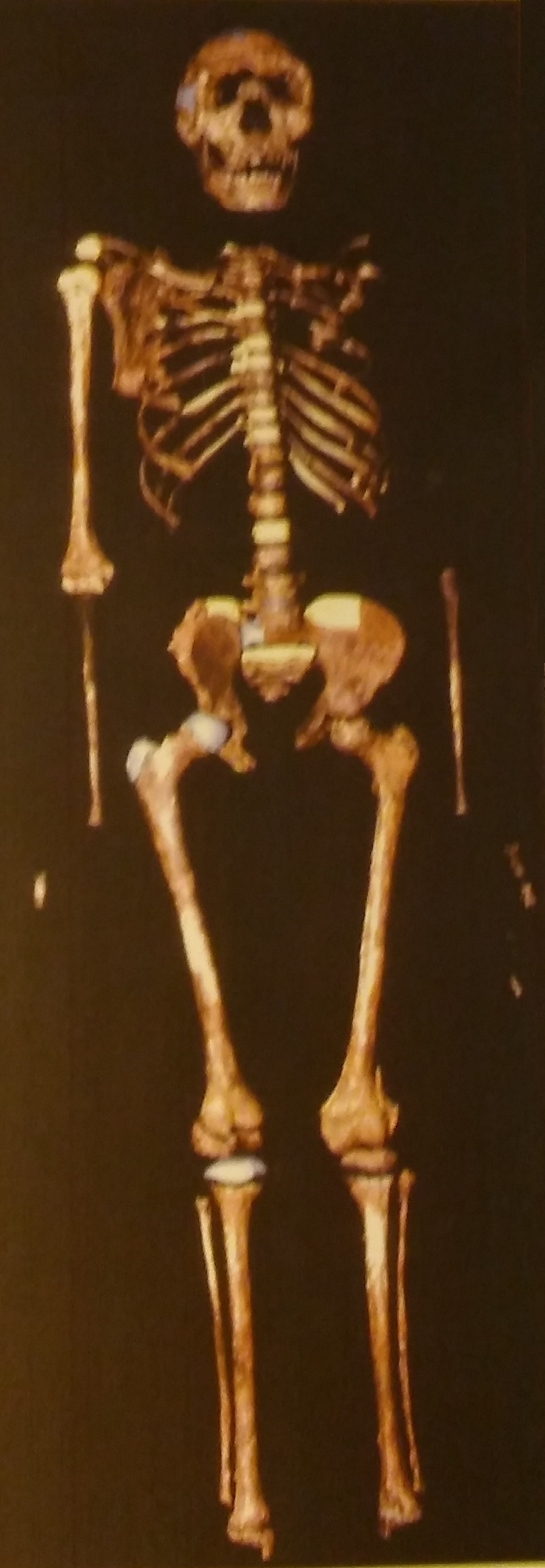
Chlapec od jezera Turkana měl tělesné proporce odpovídající proporcím soudobého člověka

### Věk v době smrti
Chlapec od jezera Turkana neměl ještě plně proříznuté trvalé zuby, spodní čelist již obsahuje trvalé řezáky, špičáky, třenové zuby a první a druhé stoličky (přičemž plně vytvořené jsou pouze některé), horní čelist má stále ještě mléčné špičáky. Třetí stoličky scházejí.
U lidských koster žijících jedinců existuje několik možností odhadu věku pomocí pořadí
a věkového rozmezí pro prořezávání zubů a jejich opotřebení u různých populací. Podle některých metod by byl turkanský chlapec, kdyby byl živou bytostí, stár 10,5–11 let, podle jiných metod
11–12 let. Na druhé straně by stupnice prořezávání zubů u lidoopů odpovídala mírně mladšímu věku 6–9 let, ačkoliv špičáky jsou oproti jiným zubům podle vývoje u lidoopů vyvinutější.
Všechny kosti měly na obou koncích epifýzu, zvláštní místo na konci utvořené kosti. Spojení epifýz se střední částí dlouhých kostí je dalším kritériem pro odhad věku koster mladých žijících jedinců, neboť k tomu dochází v určitém pořadí a v určitých časových obdobích. V případě turkanského chlapce byla tvorba kostí většinou dokončena, ale epifýzy zůstaly nespojené, především u kyčelních kostí, ačkoliv na jednom konci kosti pažní a části loketního kloubu byl proces ukončen. K tomuto stavu dozrávání kosti dochází u člověka zhruba mezi 11. a 15. rokem života, u lidoopů již mezi sedmým a osmým rokem.
Třetí možnost, jak odhadnout věk koster mladých jedinců, je výška postavy, odhadovaná z délky dlouhých kostí. Na základě délky kosti stehenní – 43,2 cm – měřil chlapec od jezera Turkana v okamžiku smrti 160 centimetrů (což odpovídá zhruba výšce dnešního patnáctiletého chlapce).
Podle vývoje zubů a kostry patřil turkanský chlapec jednoznačně k dospívajícím, neodpovídal však přesně ani žijícím lidem ani lidoopům. Jeho znaky stárnutí spíše naznačují, že se jednalo o určitý přechodový stupeň mezi žijícími lidoopy a lidmi.

### Přibližná výška a váha
V okamžiku smrti tedy měřil turkanský chlapec zhruba 160 centimetrů. Odhaduje se, že pokud se chlapec dožil dospělosti, dosáhl by výšky 185 cm. Paleoantropologové se nejprve domnívali, že našli neobvykle vysokého jedince, ale zkoumání jiných ostatků ze stejného období ukázalo, že i příbuzní turkanského chlapce byli stejně vysocí jako my. Zdá se tedy, že dnešní průměrné výšky jsme dosáhli již před 1,5 miliónem let (a tedy to není tak, že by se lidé během staletí postupně zvětšovali). Tato kostra nicméně pravděpodobně představuje nejvyššího známého prvotního člověka.
Odhad hmotnosti je obtížný, ale podle šířky těla se dá soudit, že chlapec vážil v okamžiku smrti asi 48 kilogramů a jako dospělý by pak mohl vážit až 68 kg.

### Velikost a tvar těla
Úplnost kostry umožnila prostudovat fyziologické důsledky tělesných proporcí prvních lidí. Tělesné proporce chlapce od jezera Turkana se až překvapivě podobají dnešním lidem – kromě některých rozdílů v utváření páteře, kyčlí a nohou.
Vysoké a štíhlé tělo a dlouhé končetiny turkanského chlapce se podobají končetinám moderního člověka z tropů a jsou zcela odlišné od předků člověka. Průzkumy usazenin, zkamenělého pylu a zvířecích kostí ukazují, že podnebí v oblasti jezera Turkana je dnes stejné jako před 1,5 miliónem let. Z toho (a z tělesných proporcí turkanského chlapce) lze soudit, že již byl přizpůsoben k životu v horkém podnebí s mimořádně vysokými průměrnými ročními teplotami kolem třiceti stupňů Celsia.
Díky nálezu turkanského chlapce považujeme nyní za období, kdy došlo k zásadním anatomickým změnám vedoucím k dnešní podobě člověka, období vzdálené od dvou do 1,5 milionu; a nikoli pozdější období, jak se tvrdilo dříve.

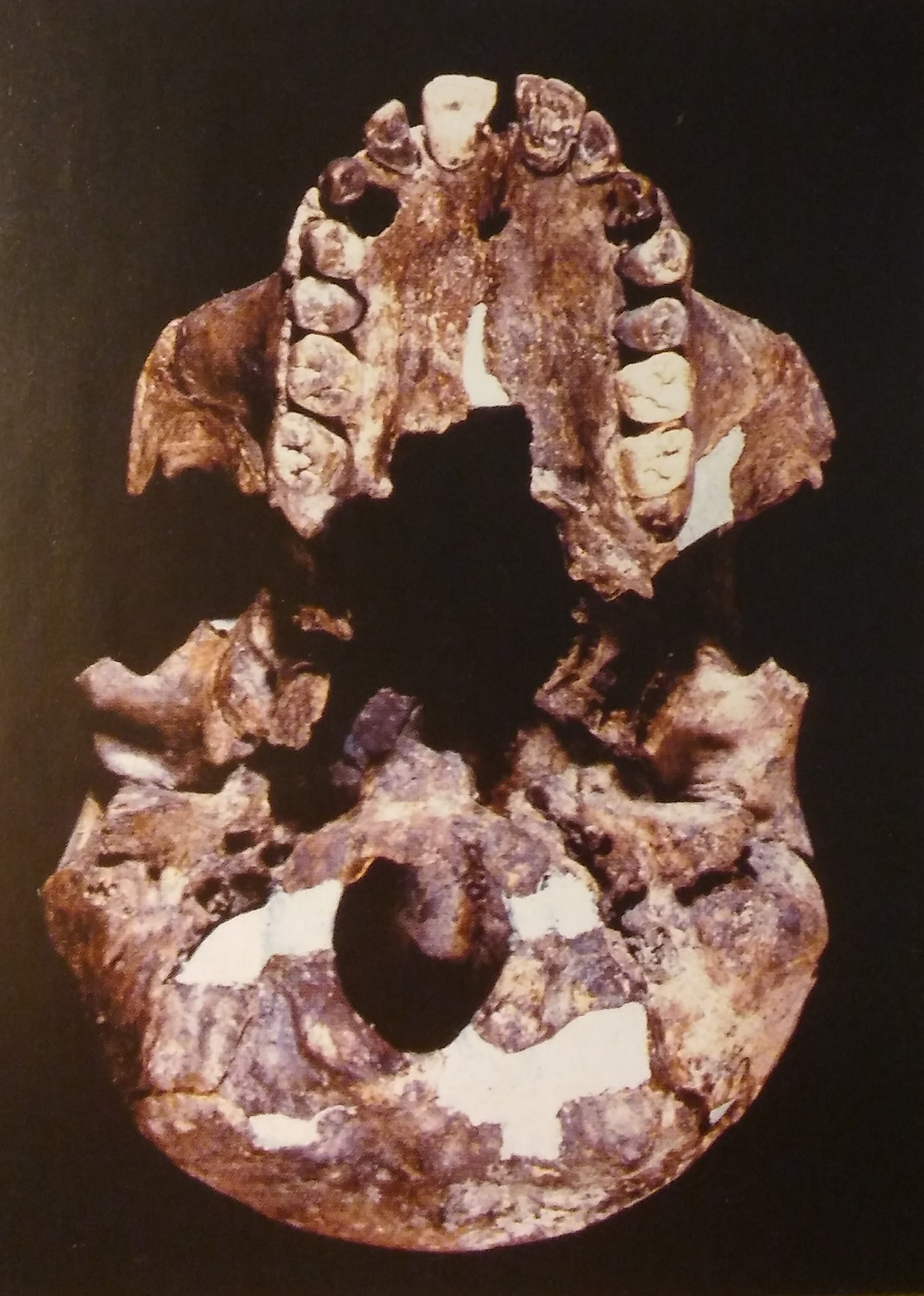
Spodina lebeční chlapce od jezera Turkana

### Držení těla a pohyb
Zakřivení páteře, orientace a vyvážení kyčlí, přítomnost válcovitého hrudního koše jako u moderního člověka (oproti nálevkovitě tvarovanému hrudnímu koši lidoopů) jsou důležitými znaky pro stanovení, že chlapec od jezera Turkana byl plně přizpůsoben pro běžnou vzpřímenou chůzi. Jeho pohyb byl nápadně podobný pohybu moderního člověka.
Mezi páteří turkanského chlapce a páteří moderního člověka jsou však dva nápadné rozdíly: Zatímco 96 procent moderních lidí má v dolní části páteře 5 obratlů, turkanský chlapec jich měl 6.
Kromě toho měly jeho obratle relativně menší výběžky než má současný člověk, čímž uzavíraly užší kanál pro páteř. To pak snižovalo počet nervů směřujících k hrudníku, což dále omezovalo schopnost regulace vzduchu, procházejícího z plic do úst, a bránilo rozvoji řeči.

### Mozek
Zatímco průměrný objem mozku moderního člověka je 1450 centimetrů krychlových, chlapec od jezera Turkana měl objem jen 880 cm³, což znamená, že se jeho chování od chování moderního člověka dost lišilo. Vnitřní povrch jeho lebky ukazuje existenci oblastí mozku, které jsou u moderního člověka spojeny s řečí; tyto oblasti se však mohly spíše podílet na motorickém programování než na řeči. A je zajímavé, že struktura mozku chlapce vykazuje řadu asymetrických prvků, které jsou spojovány s pravorukostí u moderního člověka.

### Možný důvod úmrtí
Kompletnost kostry dokazuje, že se chlapec od jezera Turkana nestal obětí nějakého predátora.
Jediným náznakem příčiny smrti turkanského chlapce je poškození okostice na pravé straně čelistní kosti, způsobené zřejmě zánětlivým onemocněním dásně. Je pravděpodobné, že vedlo ke ztrátě druhé mléčné stoličky, k níž došlo nedlouho před smrtí. Úmrtí na otravu krve způsobenou onemocněním dásní bylo před objevením antibiotik běžné a právě ono mohlo být příčinou chlapcovy smrti.
Kostra se našla mezi rozptýlenými a polámanými kostmi ptáků a savců, spolu s některými ostatky ryb a vodních plazů. Zuby se nacházely v dutině vzdálené přibližně 3 metry od hlavního naleziště kostí. Téměř všechny kosti byly zlomené, nebyly však zvětralé. Tyto skutečnosti vedou vědce k závěru, že tělo chlapce po smrti buď spadlo nebo bylo odneseno vodou do močálu, kde po nějakou dobu plulo po hladině tváří dolů a přitom se rozkládalo. Zuby vypadly a byly spláchnuty do dutiny, vytvořené asi stopou zvířete, zatímco tělo bylo pomalu unášeno vodou tam a zase zpět. Podupala je velká zvířata a když bylo spojeny vazy již jen několik kostí, spláchly se ostatky hromadně na mělčinu, kde byly zaneseny bahnem a kde zůstaly dalších 1,5 milionu let; dokud eroze sedimentů neodhalila část lebky, která v roce 1984 upoutala Kamoyu Kimeua.